# The Open Championship 2013

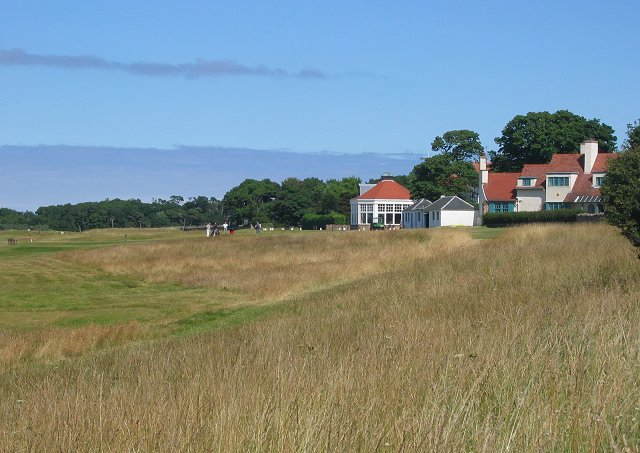
Muirfield

Het beroemdste golftoernooi in Europa is het The Open Championship, in het Nederlands spreekt men over het Brits Open.
De 142e editie vindt plaats van 18-21 juli in Schotland op de Muirfield Golf Links, waar het al dertien keer werd gespeeld, voor het laatst in 2002. Muirfield was in 1973 de eerste Schotse club waar de Ryder Cup werd gespeeld.

## Kwalificatie
In 2012 kwam door het oude kwalificatiesysteem het deelnemersveld op 161 te staan. Om herhaling hiervan te voorkomen is de kwalificatienorm op vier punten aangepast: 
1. Voorheen kregen de top-5 van het Schots Open en het Frans Open een wildcard als ze nog niet op de deelnemerslijst stonden. Voortaan krijgt alleen de winnaar van het Schots Open een wildcard.
2. Op de Amerikaanse PGA Tour gold hetzelfde bij de Greenbrier Classic en de John Deere Classic. Voortaan krijgt alleen de winnaar van de John Deere Classic een wildcard.
3. Van de Japan Golf Tour (JGT) werden de top-2 van de Order of Merit, die nog niet op de lijst stonden uitgenodigd, voortaan alleen de top-2 van de rangorde.
4. Bij het kwalificatietoernooi op Sunningdale werden 10 wildcards vergeven, voortaan nog maar 9.

## Verslag
De par van de baan is 71.
Joost Luiten stond eerste reserve. Hij moest zich donderdagochtend om 6 uur bij de wedstrijdleiding melden en wachten of er iemand uitviel. Zijn hoop was gevestigd op Peter Hanson, die rugklachten had, maar die besloot toch te spelen. Hanson trok zich na vijf holes uit het toernooi terug, te laat voor Luiten.

### Ronde 1
Zach Johnson werd clubhouse leader met een ronde van −5, maar om 6 uur Britse tijd waren pas 53 spelers binnen. Shiv Kapur had in zijn eerste acht holes al zes birdies gemaakt, en Johnson ingehaald. Een dubbelbogey op hole 10 verwees hem naar de 2de plaats en uiteindelijk werd hij 4de. De 28-jarige Rafa Cabrera Bello en de 56-jarige Mark O'Meara bezetten de 2de plaats met een score van −4. Twintig spelers hadden een score onder par.

Beste amateur is de 19-jarige Jimmy Mullen met een ronde van 71. Hij speelt op de Royal North Devon Golf Club.

### Ronde 2
Er scoorden maar elf spelers onder par en de gemiddelde score lag deze ronde beduidend hoger. Veel spelers hebben last van de hoge temperatuur. Lee Westwood en Charl Schwartzel hadden met 68 de beste ronde. Ángel Cabrera stond na hole 10 aan de leiding op −4, maar Zach Johnson, die voor hem speelde, stond ook af en toe op −4. Op hole 14 en 15 verloren ze enkele slagen zodat aan het einde van de ronde  Miguel Ángel Jiménez  aan de leiding stond. De cut werd +7. Matthew Fitzpatrick was de enige amateur die door naar het weekend kon. Mullen eindigde op +8.

### Ronde 3
Na ronde 3 stonden nog maar drie spelers onder par. Drie spelers maakten een ronde van 68: Sergio García, Richard Sterne en Hunter Mahan, die daardoor naar de 2de plaats steeg. 

Hideki Matsuyama kreeg een strafslag wegens langzaam spel. Hij werd vanaf hole 15 door een referee gevolgd, de straf werd hem op hole 17 toebedeeld. Hij zakte daardoor van de 9de naar de 11de plaats.

De twee amateurs staan nog dicht bij elkaar, Fitzpatrick staat op +9 en Mullen op +11. Degene die na ronde 4 de beste score heeft, krijgt een zilveren medaille.

### Ronde 4
Adam Scott stond ruim een uur aan de leiding totdat hij op hole 13 een bogey maakte en Mickelson op 13 en 14 een birdie. Daarna stonden beiden op een totaal van −1. Toen Scott op 14 weer een bogey maakte, zakte hij naar de 2de plaats, waar Lee Westwood ook op level par stond. Mickelson maakte nog een birdie op 17 en 18 en wist toen wel dat hij gewonnen had. Een ongelofelijke week voor Mickelson, die net het Schots Open had gewonnen.
De beste score van ronde 4 was 68, binnengebracht door Jason Dufner en Ian Poulter, die daarmee naar de 4de plaats steeg. 
Fitzpatrick eindigde op +10 en bleef de beste amateur; hij kreeg de zilveren medaille.
- Scores

| Naam                 | Score R1 | Score R1 | Nr  | Score R2 | Score R2 | Totaal | Nr  | Score R3 | Score R3 | Totaal | Nr  | Score R4 | Score R4 | Totaal | Nr  |
| -------------------- | -------- | -------- | --- | -------- | -------- | ------ | --- | -------- | -------- | ------ | --- | -------- | -------- | ------ | --- |
| Phil Mickelson       | 69       | −2       | T9  | 74       | +3       | +1     | T16 | 72       | +1       | +2     | T9  | 66       | −5       | −3     | 1   |
| Henrik Stenson       | 70       | −1       | T15 | 70       | −1       | −2     | T2  | 74       | +3       | +1     | T5  | 70       | −1       | par    | 2   |
| Ian Poulter          | 72       | +1       | T27 | 71       | par      | +1     | T16 | 75       | +4       | +5     | T19 | 67       | −4       | +1     | T3  |
| Lee Westwood         | 72       | +1       | T27 | 68       | −3       | −2     | T2  | 70       | −1       | −3     | 1   | 75       | +4       | +1     | T3  |
| Adam Scott           | 71       | par      | T21 | 72       | +1       | +1     | T16 | 70       | −1       | par    | 4   | 72       | +1       | +1     | T3  |
| Hideki Matsuyama     | 71       | par      | T21 | 73       | +2       | +2     | T18 | 72       | +1       | +3     | T11 | 70       | −1       | +2     | T6  |
| Zach Johnson         | 66       | −5       | 1   | 75       | +4       | −1     | T2  | 73       | +2       | +1     | T5  | 72       | +1       | +2     | T6  |
| Tiger Woods          | 69       | −2       | T9  | 71       | par      | −2     | T2  | 72       | +1       | −1     | T2  | 74       | +3       | +2     | T6  |
| Hunter Mahan         | 72       | +1       | T27 | 72       | +1       | +2     | T18 | 68       | −3       | −1     | T2  | 75       | +4       | +3     | T9  |
| Francesco Molinari   | 69       | −2       | T9  | 74       | +3       | +1     | T16 | 72       | +1       | +2     | T9  | 72       | +1       | +3     | 10  |
| Ángel Cabrera        | 69       | −2       | T9  | 72       | +1       | −1     | T8  | 73       | +2       | +1     | T5  | 74       | +3       | 4      | T11 |
| Miguel Ángel Jiménez | 68       | −3       | T4  | 71       | par      | −3     | 1   | 77       | +6       | +3     | T11 | 73       | +2       | +5     | T13 |
| Rafa Cabrera Bello   | 67       | −4       | T2  | 74       | +3       | −1     | T8  | 76       | +5       | +4     | 18  | 74       | +3       | +7     | T21 |
| Ryan Moore           | 72       | +1       | T27 | 70       | −1       | par    | 10  | 72       | +1       | +1     | T5  | 79       | +8       | +9     | T32 |
| Dustin Johnson       | 68       | −3       | T4  | 72       | +1       | −2     | T8  | 76       | +5       | +3     | T11 | 77       | +6       | +9     | T32 |
| Martin Laird         | 70       | −1       | T15 | 71       | par      | −1     | T8  | 81       | +10      | +9     | T51 | 72       | +1       | +10    | T53 |
| Mark O'Meara         | 67       | −4       | T2  | 78       | +7       | +3     | T25 | 77       | +6       | +9     | T51 | 74       | +3       | +12    | T67 |
| Shiv Kapur           | 68       | −3       | T4  | 77       | +6       | +3     | T25 | 83       | +10      | +13    | T83 | 71       | par      | +13    | T75 |
| Nicolas Colsaerts    | 75       | +4       | T97 | 76       | +5       | +9     | MC  |          |          |        |     |          |          |        |     |

| Leider |  | Toernooirecord |  | MC = missed cut = cut gemist |  | DQ = disqualified |

## Spelers
Er doen 158 spelers mee.
| - Thomas Aiken 6 - Thomas Bjørn 15 - Jonas Blixt - Keegan Bradley 1 - Ángel Cabrera 14 - Rafael Cabrera Bello 1 - KJ Choi 12 - Tim Clark 8 - George Coetzee 2 - Nicolas Colsaerts 2 - Fred Couples 17 - Jason Day 2 - Graham Delaet - Luke Donald 9 - Jamie Donaldson 2 - Jason Dufner 3 - Ken Duke - Harris English - Niclas Fasth 7 - Gonzalo Fernández-Castaño 4 - Oscar Florén * - Rickie Fowler 3 - Marcus Fraser 3 - Hiroyuki Fujita 4 - Jim Furyk 17 - Stephen Gallacher - Sergio García 16 - Robert Garrigus 1 | - Lucas Glover 7 - Branden Grace 2 - Bill Haas 3 - Peter Hanson 7 - John Huh 1 - Fredrik Jacobson - Thongchai Jaidee 6 - Miguel Ángel Jiménez 20 - Zach Johnson 9 - Dustin Johnson 4 - Martin Kaymer 5 - KT Kim 3 - Satoshi Kodaira - Kenichi Kuboya 2 - Matt Kuchar 8 - Martin Laird - Paul Lawrie 20 - Mark Leishman - David Lynn - Hunter Mahan 8 - Matteo Manassero 2 - Graeme McDowell 9 - Rory McIlroy 5 - Phil Mickelson 19 - Francesco Molinari 5 - Ryan Moore 3 - Alexander Norén 4 | - Geoff Ogilvy 10 - Thorbjorn Olesen 2 - Carl Pettersson 6 - Scott Piercy * - DA Points 1 - Ian Poulter 9 - Richie Ramsay 3 - Justin Rose 8 - Brett Rumford 2 - Charl Schwartzel 8 - Adam Scott 13 - John Senden 6 - Peter Senior 18 - Marcel Siem 2 - Webb Simpson 1 - Vijay Singh 23 - Brandt Snedeker 4 - Scott Stallings - Kyle Stanley - Henrik Stenson 4 - Kevin Streelman - Toru Taniguchi 8 - Michael Thompson 1 - Bo Van Pelt 6 - Nick Watney 5 - Bubba Watson 4 - Tom Watson 35 - Lee Westwood 18 | - Bernd Wiesberger * - Danny Willett 1 - Thaworn Wiratchant 1 - Chris Wood - YE Yang 5 Voormalige winnaars - Sandy Lyle (1985) 36 - Nick Faldo (1987, 1990, 1992) 34 - Mark Calcavecchia (1989) 26 - John Daly (1995) 19 - Tom Lehman (1996) 19 - Justin Leonard (1997) 18 - Mark O'Meara (1998) 27 - Paul Lawrie (1999) 20 - Tiger Woods (2000, 2005, 2006) 16 - David Duval (2001) 16 - Ernie Els (2002, 2012) 22 - Ben Curtis (2003) 10 - Todd Hamilton (2004) 12 - Padraig Harrington (2007, 2008) 16 - Stewart Cink (2009) 15 - Louis Oosthuizen (2010) 6 - Darren Clarke (2011) 21 Amateurs - Steven Fox (US Amateur 2012) * WAGR 30 - Rhys Pugh (Eur. Amateur 2012 * WAGR 83 - Garrick Porteous (Brits Amateur 2013) * WAGR 10 |

De wildcards gaan naar:
- Winnaar Schots Open, Phil Mickelson, stond al op de lijst, de eerste reserve neemt zijn plaats.
- Winnaar John Deere Classic: Jordan Spieth
- Japan Golf Tour 2013, top 4 van het Mizuno Open: Makoto Inoue, Brendan Jones, Shingo Katayama en KT Kim

De volgende spelers hebben zich via de International Final Qualifying (IFQ) geplaatst:
| Australazië - Mark Brown * - Stephen Dartnall * - Steven Jeffress * - Kiradech Aphibarnrat * Azië - Daisuke Maruyama * - Hideki Matsuyama * - Ashun Wu * | Verenigde Staten - Scott Brown * - Bud Cauley * - Brian Davis 8 - Luke Guthrie * - Robert Karlsson 15 - Josh Teater * - Camilo Villegas 4 - Johnson Wagner 1 | Afrika - Eduardo de la Riva * - Justin Harding * - Darryn Lloyd * Europa - Oliver Fisher 1 - Matthew Fitzpatrick (WAGR 14) - Grant Forrest (WAGR 71) - Tyrell Hatton - Mikko Ilonen | - Shiv Kapur 1 - Shane Lowry 1 - Jimmy Mullen (WAGR 338) - George Murray - Lloyd Saltman 2 - Richard Sterne - Ben Stow (WAGR 90) - Steven Tiley - Marc Warren - John Wade - Gareth Wright |

* = eerste deelname

3 = aantal eerdere deelnames

WAGR = World Amateur Golf Ranking
Bij de vier kwalificatietoernooien (36 holes) probeerden 288 spelers op 2 juli verspreid over vier banen in Schotland een startbewijs voor het Open te krijgen. Colin Montgomerie, die in 2013 begon op de Champions Tour  te spelen, en die het Open reeds 21× speelde, heeft zich niet gekwalificeerd.

## Rookies
De rookies zijn de spelers die in 2013 hun eerste Brits Open spelen. Ben Curtis en Tom Watson wonnen het Open direct de eerste keer dat ze meededen. De laatste amateur die het Open won was Bobby Jones in 1927.